# Elżbieta Łukacijewska

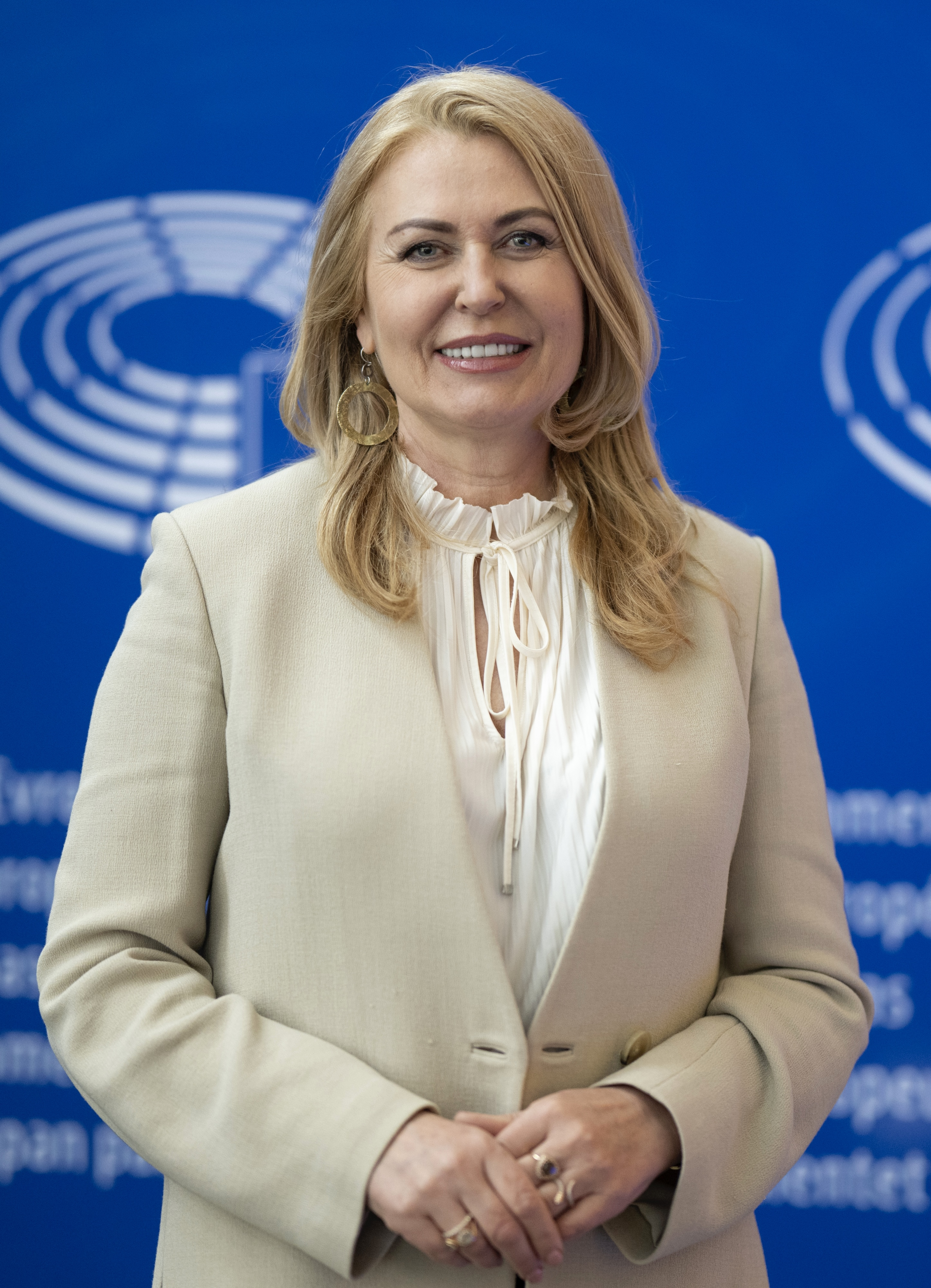
Elżbieta Łukacijewska (2024)

Elżbieta Katarzyna Łukacijewska (* 25. November 1966 in Jasło) ist eine polnische Politikerin der Platforma Obywatelska (Bürgerplattform).

## Leben
Elżbieta Łukacijewska studierte Marketing an der Technischen Hochschule in Rzeszów (Politechnika Rzeszowska). Ihr Studium schloss sie mit einem Diplom ab. 1985 wurde sie bei dem Unternehmen Alima - Gerber S.A. in Rzeszów Buchhalterin. Nach ihrem Umzug nach Cisna und dem Ende ihres Erziehungsurlaubs wurde sie Buchhalterin des dortigen Schulzentrums. 1998 wurde sie Gemeindevorsteherin (wójt) der Gemeinde Cisna. Bei den Parlamentswahlen in Polen 2001 kandidierte sie für die Platforma Obywatelska und konnte mit 5.447 Stimmen einen Sitz im Sejm erringen. Bei den Parlamentswahlen 2005 vereinigte sie 14.166 und 2007 25.011 Stimmen auf sich und konnte so jeweils ihr Mandat verlängern. Im Jahr 2009 trat Elżbieta Łukacijewska zur Europawahl an. Mit 60.011 Stimmen gelang ihr der Einzug in das Europäische Parlament und somit endete ihre Mitgliedschaft im Sejm zum 10. Juni 2009. Bei der Europawahl 2014 gelang ihr mit 41.867 Stimmen der Wiedereinzug.
Elżbieta Łukacijewska ist verheiratet und hat zwei Kinder.